# تومي أندرسون
تومي أندرسون (بالسويدية: Tommy Andersson)‏ (3 فبراير 1950 - ) هو لاعب كرة قدم سويدي يلعب كمهاجم.